# Damon Sansum
Damon Sansum (Paderborn, 18 febbraio 1987) è un taekwondoka britannico.

## Palmarès
- Mondiali

Cheliábinsk 2015: argento negli 80 kg;
Muju 2017: bronzo negli 80 kg.
- Europei

Montreux 2016: argento negli 80 kg.